# Ürményi Miksa
Ürményi Ürményi Miksa (Bécs, 1775. április 17. – Léva, 1836. november 27.) császári és királyi tanácsos és kamarás, az Ürményi család sarja.

## Élete
Az előkelő és jómódú nemesi származású ürményi Ürményi családnak a sarja. Apja Ürményi József országbíró, anyja, komjáthi Komjáthy Borbála (1751–1830) volt. Az apai nagyszülei Ürményi István (1694–1767), királyi tanácsos, kancelláriai titkár, földbirtokos és puchnói Motesiczky Borbála (1713–1764) voltak. Az anyai nagyszülei komjáthi Komjáthy László, földbirtokos és Veres Klára voltak.
Rövid ideig az 1790-es évek elején tanítója és nevelője, boldogfai Farkas Lajos piarista rendi pap volt. Jogi tanulmányai után, majd Ürményi Miksát 1810-ben nevezték ki Fehér vármegye első alispánjává, aminek 1808-tól már országgyűlési követe is volt. 

## Házassága és leszármazottjai
Feleségül vette felsőbüki Nagy Juliannát (1788-1826), két fiukról lehet tudni:
- József (1807-1880) császári és királyi kamarás, alnádor, felesége: tolnai gróf Festetics Amália (1831-1880)
- László (1811-?) kapitány; felesége: buzini gróf Keglevich Alexandra (1820-1841)

## Művei
- Ének, melly Mélt. Komjáthi Anna asszonynak mondatott, midőn kedves élete párja, Mélt. Ürményi József ur Bihar vármegyében a főispányi székben bé iktattatnék. Nagy-Várad, 1782.
- Beszéd… Ürményi Józsefnek főispányi székébe béiktatása alkalmatosságával. Veszprém, 1802. (Mások beszédeivel).
- Cikke: A pesti magyar társaság kiadásainak első darabjában (1792. Elmélkedés az emberről és annak megítéltetéséről).